# Gøderup
Gøderup er en landsby syd for Roskilde, i Glim Sogn, Lejre Kommune med 207 indbyggere i byområdet (2023). Byen havde et billetsalgssted på Vestbanen.